# Romance sobre ruedas
Romance sobre ruedas é um filme de comédia mexicano dirigido por Miguel Morayta e produzido por Roberto Gómez Bolaños. Lançado em 1970, foi protagonizado por César Costa, Tere Velázquez e Jaime Fernández.

## Elenco
- César Costa
- Tere Velázquez
- Jaime Fernández
- Ana Martín
- Pancho Córdova
- Leonorilda Ochoa
- Rocío Palacios
- Armando Acosta